# باربرا روزين
باربرا روزين (بالإنجليزية: Barbara Rosen)‏ هي كاتِبة أمريكية، ولدت في 29 نوفمبر 1953.